# Mebsuta
Mebsuta (epsilon Geminorum) is een heldere dubbelster in het sterrenbeeld Tweelingen (Gemini). De helderste component is een type G superreus die wordt vergezeld door een type K reus.
De ster staat ook bekend als Melucta en Meboula en maakt deel uit van de Pleiadengroep.